# De Otte i Christiania
|  | Denne artikel er oprettet af botten Steenthbot ud fra en ekstern database. Den kan derfor have sproglige fejl eller mangler. Denne skabelon kan fjernes efter kontrol af indholdet. |

De Otte i Christiania er en dansk dokumentarisk optagelse fra 1905 instrueret af Peter Elfelt.

## Handling
I 1905 udspillede der sig en kunstneriske krise i dansk teaterliv, da Dagmarteatrets 8 hovedkræfter, ”De Otte” , brød med teatret i utilfredshed med Martinius Nielsens ledelsesstil. De otte skuespiller-rebeller tog på turné til Christiania og ses i denne optagelse ved Holmenkollen: Johannes Poulsen, Jacques Wiehe, Albrecht Schmidt, Emanuel Larsen, Jacob Jacobsen, Emma Wiehe, Asta Nielsen, Robert Schmidt, Anna Larssen (Bjørner).

## Medvirkende
- Johannes Poulsen
- Jacque Wiehe
- Albrecht Schmidt
- Emanuel Larsen
- Emma Wiehe
- Asta Nielsen
- Robert Schmidt
- Anna Larssen